# Rönnebergs härads tingslag
Rönnebergs härads tingslag var före 1874 ett tingslag i Malmöhus län i Rönnebergs, Onsjö och Harjagers domsaga. Tingsplatsen var Glumslöv.
Tingslaget omfattade Rönnebergs härad. 
Tingslaget uppgick 1874 i Rönnebergs, Onsjö och Harjagers domsagas tingslag